# Владимировка (Городнянский район)
Влади́мировка (укр. Володимирівка) – село, расположенное на территории Городнянского района Черниговской области (Украина) на берегу реки Брюкова. Расположено в 37 км на юго-восток от райцентра Городни. Население — 553 чел. (на 2006 г.). Адрес совета: 15115, Черниговская обл., Городнянский р-он, село Владимировка, ул. Ленина,174 , тел. 3-88-33. Ближайшая ж/д станция — Хоробичи (линия Гомель-Бахмач), 14 км. Село основано в 1733 г.